# 张贵忠
张贵忠（1976年—），云南墨江人，哈尼族，中华人民共和国政治人物、第十二届全国人民代表大会云南地区代表。
毕业于中央广播电视大学墨江分校经济管理专业。加入中国共产党。2013年，担任全国人大代表。